# Carta d'identità elettronica italiana
La carta d'identità elettronica italiana (CIE) è un documento di riconoscimento conforme al modello UE che sostituisce la carta d'identità in formato cartaceo nella Repubblica Italiana.
L'introduzione della CIE è volta a incrementare i livelli di sicurezza mediante l'adeguamento delle caratteristiche del supporto agli standard internazionali di sicurezza e a quelli anticlonazione e anticontraffazione in materia di documenti elettronici.
Assieme alla Carta nazionale dei servizi e allo SPID, costituisce lo strumento di autenticazione previsto dal Codice dell'amministrazione digitale per l'accesso ai servizi web erogati dalla pubblica amministrazione italiana.

## Storia
Il progetto della carta d'identità elettronica era previsto già dalle leggi Bassanini nel 1997, all'avanguardia rispetto agli altri stati europei. La prima fase venne avviata nel 2001 con l'emissione in 83 comuni di un primo modello sperimentale della CIE, per individuare problemi tecnici, legati al software e all'hardware, relativi all'emissione e all'utilizzo delle carte.
Nel 2004 fu introdotto un secondo modello sperimentale della CIE (2.0), che ha fatto da versione pilota, in vista dell'allargamento su scala nazionale. Ma solo dal 1º gennaio 2006 la carta d'identità cartacea iniziò a essere sostituita, in alcuni comuni, da quella elettronica (articolo 7-vicies ter del decreto-legge 31 gennaio 2005, n. 7, convertito della Legge 31 marzo 2005 n. 43).
Su tutto il territorio nazionale e nei consolati (per gli italiani residenti all'estero), numerosi comuni, di propria iniziativa, si aggiunsero a quelli iniziali che avevano ricevuto le apparecchiature per il rilascio. Alla fine del 2009 erano state emesse circa 1,8 milioni di CIE da 153 comuni. La versione pilota presentava ancora diversi problemi. «Non solo i materiali non erano adatti, ma la realizzazione della carta ruotava attorno alla tecnologia proprietaria di un'azienda privata, la "Laser memory card", nonostante fosse un progetto dello Stato, con tutte le pesanti limitazioni di sicurezza e gestione» (Paolo Aielli, amministratore delegato dell'IPZS dal 2014). La tessera aveva spesso problemi strutturali, fino a sfaldarsi. Risolto il problema, fu avviata la sperimentazione in altri comuni, ma le stampanti si rivelarono inadeguate (i dati personali, compresa la fotografia, venivano infatti stampati sulla tessera direttamente dal comune emettitore, mediante trasferimento termico), e anche l'organizzazione si rivelò inefficiente.
Nel 2015 fu deciso di sfruttare un unico polo produttivo (la Zecca di Roma), e con il decreto interministeriale del 23 dicembre 2015 (G.U. - Serie generale n.302 del 30/12/2015) furono specificate le caratteristiche della nuova CIE, chiamata CIE 3.0 .
La CIE fu definita come documento d'identità sostitutivo alla carta d'identità cartacea con l'art. 10, comma 3 del D.L. 78/2015 recante "Disposizioni urgenti in materia di enti territoriali", convertito dalla legge 6 agosto 2015, n. 125.
Il 4 luglio 2016 cominciò la sostituzione della carta d'identità cartacea con la CIE, inizialmente operativo in 199 comuni. Come da piano di dispiegamento approvato dalla Commissione interministeriale della CIE, i restanti comuni furono gradualmente abilitati all'emissione della nuova CIE. Un primo gruppo, composto da 350 comuni, è stato abilitato a partire dal 26 aprile 2017, assicurando, con i precedenti 199, la copertura del 50% della popolazione. I restanti comuni sono stati abilitati entro la fine del 2018 e, in rari casi, del 2019.
A partire dal 20 settembre 2019 iniziò il rilascio della CIE anche ai cittadini italiani residenti all'estero. Per un primo breve periodo di rodaggio fu previsto il rilascio solo nelle sedi consolari di Vienna, Atene e Nizza, per poi estendere il servizio a tutti gli uffici consolari dell'Unione Europea, del Regno Unito e dei paesi in cui la carta d’identità garantisce libertà di circolazione (Andorra, Città del Vaticano, Islanda, Liechtenstein, Norvegia, Principato di Monaco, San Marino e Svizzera).
Il 29 settembre 2022 è stato ridefinito il design della CIE 3.0 in maniera tale da ottemperare al nuovo Regolamento (UE) 2019/1157 sul rafforzamento della sicurezza delle carte d'identità dei cittadini dell'Unione, con l'aggiunta del codice nazione a due lettere "IT" sia all'interno di una bandiera europea (in alto a sinistra) sia all'interno di un quadrato con colorazione otticamente variabile (in basso a destra); di conseguenza è stata spostata la dicitura "NON VALIDA PER L'ESPATRIO" sul bordo sinistro, qualora il documento fosse valido solo in Italia.

## Descrizione
La carta d'Identità elettronica (CIE) è un documento emesso dalle autorità italiane che attesta l'identità del titolare, sia sul territorio nazionale che all'estero. Questo documento, sebbene non includa la verifica delle impronte digitali senza l'autorizzazione del Ministero dell'Interno, è ampiamente riconosciuto e utilizzato per vari scopi.
In particolare, la CIE è valida come documento di espatrio per i cittadini italiani che hanno il diritto di circolare liberamente all'interno dello Spazio economico europeo e negli altri Paesi che accettano tale documento al posto del passaporto. Tuttavia, va notato che, sebbene possa essere emessa anche a cittadini stranieri in possesso di regolare Permesso di Soggiorno, per questi ultimi è valida solo ai fini di riconoscimento all'interno del territorio italiano.
Oltre alla sua utilità come documento di viaggio, la CIE è ampiamente impiegata per scopi di identificazione in vari contesti. Ad esempio, è accettata come documento di identificazione in albergo e in altre situazioni in cui è richiesta l'identificazione del soggetto. Inoltre, è utilizzata per l'acquisto di servizi o beni che richiedono l'identificazione dell'acquirente.
Un'applicazione importante della CIE è la possibilità di richiedere l'identità digitale SPID (Sistema Pubblico di Identità Digitale). Questo processo consente ai titolari di CIE di accedere ai servizi online forniti dalle amministrazioni pubbliche italiane in modo sicuro e conveniente, semplificando le procedure di autenticazione digitale.
Gli attori istituzionali coinvolti nella progettualità sono:
- Ministero dell'interno, titolare del progetto, garante della sicurezza del sistema di emissione e rilascio della Carta e dell'autenticità dei dati dei cittadini.
- Istituto Poligrafico e Zecca dello Stato S.p.A., responsabile della produzione e della spedizione delle Carte.
- Ministero dell'economia e delle finanze, che si occupa di vigilanza e controllo sull'Istituto Poligrafico e Zecca dello Stato in materia di carte valori e stampati a rigoroso rendiconto.
- Ministero degli affari esteri e della cooperazione internazionale, responsabile delle procedure di rilascio della Carta per i cittadini italiani residenti all'estero e iscritti all'AIRE.

## Specifiche tecniche
Realizzato in policarbonato in formato "carta di credito" (conforme alle norme ISO/IEC 7810 formato ID-1 e alle norme ISO/IEC 7816), il supporto della carta d'identità elettronica è prodotto dall'Istituto Poligrafico e Zecca dello Stato, che provvede anche alla sua inizializzazione e alla scrittura sulla carta e nel microchip dei dati identificativi del titolare. Per conoscere l'identità della persona non è necessario introdurre la carta in un lettore: le generalità e la foto tessera sono stampate sulla carta e sono leggibili chiaramente.
Il supporto fisico della CIE è integrato con un microprocessore contenente dati, primari e secondari (tra cui le impronte digitali), per il riconoscimento biometrico del titolare. È prevista anche la facoltà del cittadino maggiorenne di indicare, ai sensi dell'articolo 3 del T.U.L.P.S., emanato con regio decreto n. 773/1931, il consenso o il diniego alla donazione di organi e/o tessuti in caso di morte così come disciplinato dalle linee guida adottate congiuntamente al Ministero della salute; la gestione di tale informazione è assicurata dal Centro nazionale trapianti attraverso il Sistema informativo trapianti (SIT). Per modificare la propria volontà precedentemente registrata nel SIT, si deve recare presso la ASL di appartenenza o presso le aziende ospedaliere o gli ambulatori dei medici di medicina generale o i Centri Regionali per i Trapianti (CRT), o - limitatamente al momento di rinnovo della CIE - anche presso il comune.
Gli elementi principali sono:
- un supporto in policarbonato personalizzato mediante la tecnica del laser engraving con la fotografia e i dati del cittadino e corredato da elementi di sicurezza (ologrammi, sfondi di sicurezza, micro scritture, guilloches, ecc.);
- un microprocessore a radio frequenza che costituisce:
  - una componente elettronica di protezione da contraffazione dei dati anagrafici, della foto e delle impronte del titolare;
  - uno strumento per consentire l'autenticazione in rete da parte del cittadino, finalizzata alla fruizione dei servizi erogati dalle PP.AA.;
  - un fattore abilitante ai fini dell'acquisizione d'identità digitali sul Sistema Pubblico di Identità Digitale (SPID);
  - un fattore abilitante per la fruizione di ulteriori servizi a valore aggiunto, in Italia e in Europa.

La carta è contrassegnata da un numero seriale stampato sul fronte in alto a destra e avente il seguente formato: C<lettera><numero><numero><numero><numero><numero><lettera><lettera> (ad esempio CA00000AA). Tale numero seriale prende il nome di "numero unico nazionale".
Nel 2015 è stata introdotta la versione contactless (CIE 3.0) che soddisfa i requisiti dello standard ISO/IEC 14443 A e B.

## Caratteristiche

### Contenuto
La disposizione dei campi sul documento viene definita in base alle informazioni da stampare sul fronte e sul retro della carta e alle raccomandazioni degli standard internazionali (ICAO 9303) che indicano la posizione dei principali elementi. Il posizionamento delle informazioni, secondo quanto indicato dagli standard, rende possibile un controllo del documento più rapido, anche all'estero. La carta d'identità elettronica contiene i seguenti elementi:
(Fronte)

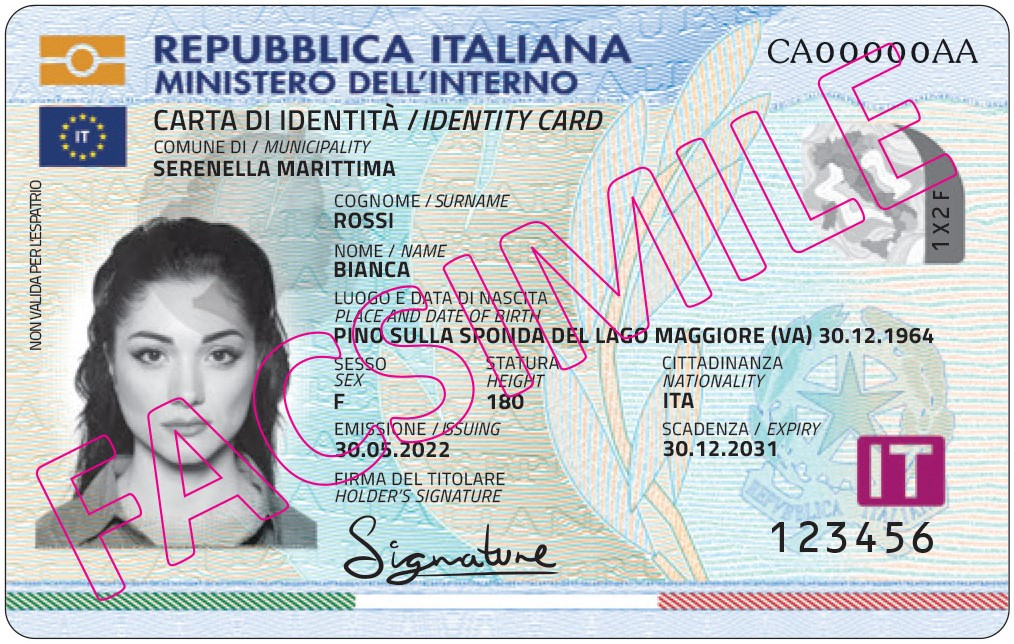
Fronte

1. Simbolo ICAO indicante la presenza del microprocessore a radio frequenza
2. Bandiera europea con sigla a due lettere dello stato emittente (IT)
3. "Numero unico nazionale" (numero seriale, es., CA00000AA)
4. Comune di rilascio del documento
5. Cognome
6. Nome
7. Luogo e data di nascita
8. Sesso
9. Statura
10. Cittadinanza
11. Data di emissione
12. Data di scadenza
13. Immagine della firma
14. Codice nazione a due lettere (IT) con colorazione otticamente variabile
15. Card Access Number – CAN (sei caratteri numerici in OCR-B)[22]
16. Eventuale annotazione in caso di non validità per l'espatrio

(Retro)

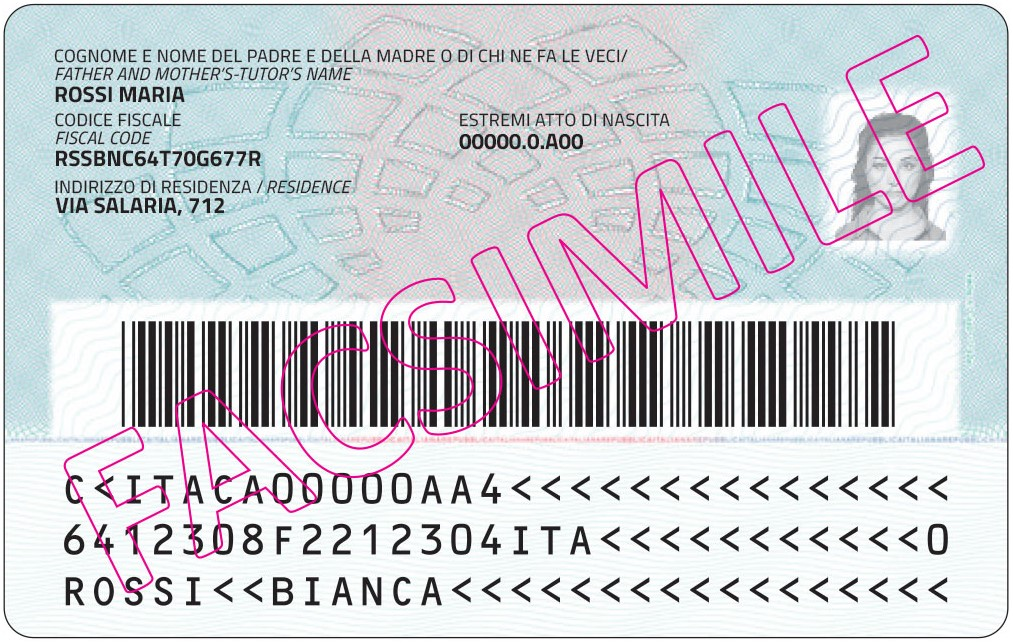
Retro

1. Cognome e nome dei genitori o del tutore legale (nel caso di un minore di età inferiore ai 14 anni e se la carta è valida per l'espatrio)[23]
2. Codice fiscale
3. Estremi dell'atto di nascita
4. Indirizzo di residenza
5. Comune di iscrizione AIRE (per i cittadini residenti all'estero)
6. Fotografia secondaria (fantasma)
7. Codice fiscale sotto forma di codice a barre (in Code 39)
8. Machine Readable Zone – MRZ (tre righe di trenta caratteri alfanumerici in OCR-B)

### Versioni trilingui
Nelle regioni del territorio italiano in cui una lingua minoritaria locale è riconosciuta come ufficiale, è possibile che la carta d'identità venga emessa con l'aggiunta di tale lingua.
Oltre all'italiano e all'inglese, è presente come terza lingua il francese in Valle d'Aosta, e lo sloveno nei comuni del Friuli-Venezia Giulia nei quali si applicano misure a tutela della minoranza slovena.
Nella provincia autonoma di Bolzano, è in uso una versione con l'italiano e il tedesco come prime due lingue aventi la stessa evidenza e lo stesso rilievo tipografico ai sensi del D.P.R.574/88, con l'inglese come terza lingua con diverso rilievo tipografico, analogamente alla versione bilingue italiano/inglese.

### Il microprocessore
Il microprocessore della CIE è del tipo contactless: non è quindi necessario inserire la Carta in un lettore ma è sufficiente avvicinarla senza contatto fisico. La Carta può essere letta dai dispositivi utilizzati dalla strumentazione di controllo presente, ad esempio, in frontiera, da lettori da tavolo commerciali e da smartphone dotati di interfaccia NFC (comunicazione di prossimità)..
Il microprocessore della CIE offre la verifica dell'identità tramite l'applicazione cosiddetta "ICAO - MRTD", la stessa presente sul passaporto elettronico emesso da tutti i Paesi europei. L'applicazione contiene i dati anagrafici del titolare (nome, cognome, data di nascita, …), la sua fotografia e le impronte digitali. In accordo con gli standard internazionali, la lettura dei dati anagrafici e della fotografia è consentita solo a chi può leggere fisicamente quanto stampato sul documento. Questo avviene mediante una chiave d'accesso stampata sulla Carta (nel CAN – Card Access Number o nell'MRZ – Machine Readable Zone). L'accesso alle impronte digitali è permesso solo a chi può leggere i dati stampati ed è in possesso di specifiche autorizzazioni (le Forze di Polizia). Non è quindi possibile che un dispositivo legga i dati personali all'insaputa del titolare. Tutta la conversazione tra la Carta e il lettore è cifrata con delle chiavi che vengono cambiate a ogni sessione con algoritmi standard. Non è quindi possibile intercettare la comunicazione per leggere dati dalla Carta.
La possibilità di autenticazione offerta dal microprocessore della CIE può essere sfruttata per richiedere un'identità digitale SPID e per utilizzare tale identità digitale per accedere a uno o più servizi in rete erogati dalle pubbliche amministrazioni. L'autenticazione è avviata dal titolare, tramite il software CieID, che viene invitato ad inserire il PIN di autenticazione in un'apposita finestra del browser. La prima metà di tale PIN si riceve al momento della presentazione della richiesta per la CIE, la seconda metà del PIN viene ricevuta assieme alla Carta stessa.

### Elementi di sicurezza
La CIE italiana rappresenta un imponente miglioramento nel campo dell'anticontraffazione e anticlonazione rispetto alla sua omologa cartacea, che è tra i documenti d'identità più contraffatti d'Europa.
La Carta d'identità elettronica è realizzata in policarbonato, lo sfondo è uguale per tutte le carte e costituisce un elemento anticontraffazione. I dati variabili vengono stampati in bianco e nero con la tecnica dell'incisione laser. Elementi di sicurezza sono posti su entrambi i lati.
La progettazione della Carta è svolta in base a esigenze di funzionalità e di sicurezza: il documento deve fornire le informazioni necessarie all'identificazione del titolare e protezione contro i tentativi di copia e alterazione.
Gli elementi di sicurezza e quelli funzionali si legano a un disegno grafico caratteristico del documento che lo rende immediatamente riconoscibile. Sulla CIE sono presenti: l'emblema della Repubblica Italiana e la geometria della Piazza del Campidoglio a Roma, opera celeberrima di Michelangelo Buonarroti.
La CIE è inoltre dotata di:
- Ologramma di sicurezza;
- Microprocessore, contenente delle chiavi crittografiche che permettono al titolare della carta d'identificarsi in maniera sicura presso sistemi automatici.

## Disciplina

### Rilascio
La carta d'identità elettronica può essere richiesta presso il proprio Comune di residenza o presso il Comune di dimora. Il cittadino dovrà recarsi in Comune munito di fototessera, in formato cartaceo o elettronico (su un supporto USB) e preferibilmente anche di codice fiscale o tessera sanitaria, al fine di velocizzare le attività di registrazione (non è necessario presentare altri documenti). Prima di avviare la pratica di rilascio della Carta di identità elettronica bisognerà versare, presso le casse del Comune, la somma di € 16,79 (euro 13,76 oltre IVA all'aliquota vigente) oltre ai diritti fissi e di segreteria, ove previsti, quale corrispettivo per il rilascio della CIE. Bisognerà inoltre conservare il numero della ricevuta di pagamento.
Per velocizzare le operazioni di rilascio, è stato creato un portale attraverso il quale il cittadino ha la possibilità di prenotare l'appuntamento con gli uffici comunali e indicare l'indirizzo di consegna della CIE, all'indirizzo https://agendacie.interno.gov.it.
Il cittadino, nel momento della domanda:
- Esibisce (in caso di primo rilascio) all'operatore Comunale un altro documento d'identità in corso di validità. Se non ne è in possesso dovrà presentarsi al Comune accompagnato da due testimoni;
- In caso di rinnovo o deterioramento del vecchio documento consegna quest'ultimo all'operatore comunale;
- Consegna all'operatore comunale il codice fiscale e il numero della ricevuta di pagamento della Carta (se disponibile);
- Verifica con l'operatore comunale i dati anagrafici rilevati dall'anagrafe comunale;
- Fornisce, se lo desidera, indirizzi di contatto per essere avvisato circa la spedizione del suo documento;
- Indica la modalità di ritiro del documento desiderata (consegna presso un indirizzo indicato o ritiro in Comune);
- Fornisce all'operatore comunale la fotografia; (dato biometrico primario)
- Procede con l'operatore comunale all'acquisizione delle impronte digitali; (dato biometrico secondario)
- Fornisce, se lo desidera, il consenso ovvero il diniego alla donazione degli organi;
- Firma il modulo di riepilogo procedendo altresì alla verifica finale sui dati.

Al termine dell'operazione di acquisizione dei dati, il Comune rilascia al richiedente la ricevuta della richiesta della CIE, comprensiva del numero della pratica e della prima parte dei codici PIN/PUK associati alla CIE.
Dopodiché l'operatore comunale invierà per la certificazione i dati del richiedente, tramite un canale sicuro, al Centro nazionale dei servizi demografici (CNSD) presso il Ministero dell'interno, che a sua volta li trasmetterà all'IPZS per la produzione, personalizzazione, stampa e consegna del documento elettronico. Il cittadino riceverà la CIE e la seconda parte dei codici PIN/PUK associati a essa all'indirizzo indicato, entro 6 giorni lavorativi dalla richiesta. La consegna è a cura di Poste italiane S.p.A.
Una persona delegata potrà provvedere al ritiro del documento, purché le sue generalità siano state fornite all'operatore comunale al momento della richiesta.
Per i cittadini italiani residenti all'estero, qualora la sede consolare del paese di residenza sia abilitata e qualora il cittadino sia regolarmente iscritto all'AIRE nella circoscrizione consolare competente, la carta d'identità elettronica può essere richiesta al consolato di riferimento. Il cittadino dovrà prendere l'appuntamento con l'ufficio consolare addetto alle carte d'identità munito di fototessera, di codice fiscale, di un documento di riconoscimento (o in mancanze di quest'ultimo di due testimoni), dichiarazione di furto o smarrimento (se del caso), atto di assenso dell'altro genitore nel caso in cui il richiedente abbia figli minorenni, atto di assenso di entrambi i genitori se il richiedente è minorenne, e mezzo di pagamento adeguato. Il giorno dell'appuntamento l'operatore consolare provvede ad acquisire la documentazione necessaria, a rilevare le impronte digitali del richiedente (salvo se minore di 12 anni), e ad ottenere/verificare il pagamento dovuto. La carta d'identità elettronica verrà poi emessa dal Ministero dell’Interno e prodotta dall’Istituto Poligrafico e Zecca dello Stato, e recapitata a mezzo posta raccomandata all'indirizzo del richiedente.
Nel caso la sede consolare di competenza non sia abilitata al rilascio della carta d'identità elettronica, il cittadino italiano potrà richiedere soltanto la carta d'identità cartacea o il passaporto.

### Periodo di validità
Il documento può essere richiesto in qualsiasi momento
La validità della CIE varia a seconda dell’età del titolare al momento della richiesta del documento; in particolare, la CIE scade al primo compleanno dopo:
- 3 anni dalla data di emissione per i minori che hanno meno di 3 anni di età;
- 5 anni dalla data di emissione per i minori con un’età compresa tra i 3 e i 18 anni.

Per i maggiorenni la carta, ai sensi del Regolamento (UE) 2019/1157, ha una validità massima di 10 anni, pertanto scade dopo 9 anni più i giorni intercorrenti fra la data della richiesta e la data di nascita.

### Rinnovo
La richiesta di rinnovo dovrà essere presentata sempre presso il proprio Comune di residenza o dimora e sarà possibile già a partire da 180 giorni prima della scadenza.

### Smarrimento
In caso di smarrimento della CIE, il cittadino è tenuto a sporgere regolare denuncia presso le forze dell'ordine; successivamente, contattando il servizio di supporto del Ministero dell'Interno, potrà richiedere l'interdizione del suo documento.

### Validità per l'espatrio
La carta d'identità rilasciata ai cittadini italiani (purché non ci siano motivi ostativi al rilascio di un documento valido per l'espatrio) è anche titolo di viaggio per i paesi appartenenti all'UE e per quelli con i quali lo Stato italiano ha firmato specifici accordi. Ufficialmente la carta d'identità consente l'espatrio nei seguenti Paesi:
- Spazio Schengen
  -  Austria
  -  Belgio
  -  Bulgaria
  -  Croazia
  -  Danimarca (esclusa la  Groenlandia [nota 1]) [37][38]
  -  Estonia
  -  Finlandia
  -  Francia (compresi i  DOM-ROM; escluse le  COM)
  -  Germania
  -  Grecia
  -  Islanda
  -  Lettonia
  -  Liechtenstein
  -  Lituania
  -  Lussemburgo
  -  Malta
  -  Norvegia
  -  Paesi Bassi (esclusi  Aruba,  Curaçao,  Sint Maarten e  Isole BES)[39]
  -  Polonia
  -  Portogallo
  -  Rep. Ceca
  -  Romania
  -  Slovacchia
  -  Slovenia
  -  Spagna
  -  Svezia
  -  Svizzera
  -  Ungheria

- Albania
- Andorra
- Bosnia ed Erzegovina
- Cipro
- Egitto[nota 2]
- Georgia[40]
- Gibilterra[37][41]
- Irlanda
- Kosovo[nota 3][42]
- Macedonia del Nord
- Moldavia[nota 4][43]
- Monaco
- Montenegro
- Montserrat[nota 5][44]
- Regno Unito[nota 6][45][46]
- San Marino
- Serbia
- Turchia[nota 7]

Note all'elenco
1. ↑   Danimarca. È possibile l’ingresso a  Fær Øer con carta d'identità elettronica italiana, ma non in  Groenlandia
2. ↑   Egitto:
  - Solo per turismo, con Carta d'identità cartacea ed elettronica con validità residua di 6 mesi, unitamente a 2 foto tessera per rilascio visto ingresso.
  - A seguito dell'introduzione, in Italia, della carta d'identità per i minori dì anni 15, le Autorità egiziane hanno ritenuto opportuno precisare che è consentito l'ingresso nel Paese anche ai minori di anni 15, titolari di carta d'identità valida per l'espatrio, alle medesime condizioni indicate in precedenza.
3. ↑   Kosovo È possibile l'ingresso ai possessori di carta d'identità biometrica/cartacea con validità residua di almeno 6 mesi.
4. ↑   Moldavia È possibile l’ingresso con la Carta di identità, ma solo ed esclusivamente di tipo “elettronico” (a tessera). Non è consentito l'ingresso con la carta d'identità cartacea. Si consiglia comunque di viaggiare con il passaporto.
5. ↑   Montserrat È possibile l’ingresso con qualsiasi prova di identità, ma per un massimo di 14 giorni.
6. ↑   Regno Unito Passaporto obbligatorio. Fanno eccezione le carte d'identità di chi appartiene a determinate categorie tutelate dall'accordo di recesso tra Unione europea e Regno Unito.
7. ↑   Turchia:
  - Le carte d'identità devono avere una validità minima di 6 mesi dalla data di ingresso;
  - Carte d'identità valide esclusivamente per frontiere internazionali aeroportuali e marittime e per frontiere terrestri con Grecia e Bulgaria. Non sono valide per l'ingresso dalle frontiere est e sudest del Paese.

La carta d'identità rilasciata a cittadini stranieri è valida esclusivamente nel territorio nazionale e pertanto in assenza di ulteriori documenti (ad esempio, il permesso di soggiorno o, per i cittadini UE, un documento d'identità rilasciato dal paese di origine) alla frontiera potrebbe essere negato, oltre che all'espatrio, l'ingresso in Italia.
Spesso comportano disagi (fino al respingimento in frontiera) sia le carte d'identità elettroniche rinnovate con il foglio di proroga rilasciato dal Comune, sia le carte d'identità la cui validità sia stata prorogata fino al giorno della propria data di nascita, come disposto dal D.L. del 09/02/2012, n. 5, art. 7, comma 1, emanato con la Circolare del Ministero dell'Interno n. 2 del 10/02/2012.

## Applicazioni software
Sono disponibili applicazioni software per computer e telefoni cellulari che facilitano l'utilizzo in rete della carta di identità elettronica.
In particolare, per utilizzare la carta di identità elettronica per l'accesso in rete tramite computer munito di apposito lettore smart card contactless, è possibile utilizzare l'apposito pacchetto software CIE Middleware di cui è disponibile anche il codice sorgente.
Per utilizzare invece la carta tramite telefoni cellulari è possibile utilizzare l'applicazione libera e gratuita CieID.

## Lettori smart card
Per utilizzare la carta di identità elettronica (CIE 3.0) mediante computer è necessario disporre di un apposito lettore smart card contactless abilitato allo standard ISO/IEC 14443 A e B. Non tutti i modelli sono compatibili con il software CIE.
I telefoni cellulari di ultima generazione (smartphone) dispongono invece già di un lettore smart card contactless interno, per cui normalmente basta semplicemente installare l'apposita applicazione.